# Флавій Аніцій Проб Фавст Юніор
Флавій Аніцій Проб Фавст Юніор або Нігер (*Flavius Anicius Probus Faustus Iunior Niger, д/н —після 512) — політичний діяч часів падіння Західної Римської імперії та напочатку утворення Остготського королівства.

## Життєпис
Походив зі знатного роду Руфіїв, що завдяки численим шлюбам увійшов до роду Аніціїв Пробів, який згодом очолив.  Син Геннадія Авіена, консула 450 року, та Меллети Таррутенії. Про дату народження й молоді роки нічого невідомо. У 476 році підтримав Одоакра, який повалив останнього римського імператора Ромула Августула.
У 490 року за рішення Одоакра стає консулом (разом з Флавієм Лонгіном. 491 року брав участь у посольстві до Константинополя, де намагався отримати визнання Одоакра з боку Східної Римської імперії. Отримав два іменних місця в Колізеї.
У 493 році став на бік короля остготів Теодоріха Великого. За дорученням останнього брав участь у посольстві до Анастасія I, імператора Східної Римської імперії. Того ж року Флавія Аніція призначено магістром офіцій. На цій посаді перебував до 494 року. Потім знову був у посольстві до Константинополя.
У 498 році під час конфлікту в християнській громаді Риму, підтримував папу римського Симаха, виступаючи проти антипапи Лаврентія.
У 505—506 роках був квестором палацу остготського короля. У 507 році призначено патрицієм та преторіанським префектом Італії. На цій посаді перебував до 512 року. Подальша доля невідома.

## Родина
1.Дружина — Стефанія
Діти:
- Руфій Фавст Авіен Юніор, консул 502 рік

2. Дружина — Кінегія
Діти:
- Флавій Еннодій Мессала, консул 506 року